# Campeonato Sul-Americano de Voleibol Feminino de 1995
O 21º Campeonato Sul-Americano de Voleibol Feminino foi realizado no ano de 1995 em Porto Alegre, Brasil.

## Tabela Final
| Posição | Equipe    |
| ------- | --------- |
|         | Brasil    |
|         | Peru      |
|         | Argentina |
| 4       | Venezuela |
| 5       | Colômbia  |
| 6       | Chile     |
| 7       | Uruguai   |
| 8       | Paraguai  |

## Premiação
| Campeonato Sul-Americano de Voleibol Feminino de 1995 |
| border.                                               |
| ----------------------------------------------------- |
| Brasil (9º título)                                    |